# Michael Rexen
Michael Rexen er en dansk sanger, sangskriver, performer og komponist. Han er blandt andet kendt under kunstnernavnet M. Rexen, samt som medlem af grupperne VS DOOM, A Key Is A Key og The Magnetic Eagle. Michael Rexen er født og opvokset i De Forende Arabiske Emirater, men blev i 2020 uddannet Master of Composition ved Rytmisk Musikkonservatorium.

## Diskografi
som M. Rexen
- The United Kingdoms Part 1 ‘An Endless Sea of Honey’ (2018)
- The United Kingdoms Part 2 ‘Animals of the frozen clouds' (2019)
- And they Danced (2019)
- Tending to the vulnerable things (2020)
- OOtwo (2021)

som Harmony Gilgamesh Infamous Musical Circus
- For we the sick (2021)

med A Key Is A Key
- Demo EP (2007)
- Un-Released (2010)
- You don't know what you mean to me (2011)
- Long Long Slow Slow (2012)
- Ethiopian Traditional EP (2012)

med Mongol
- Music for Shoplifters (2015)

med The Magnetic Eagle
- Den Magnetiske Ørn (2014)
- Live Video EP (2016)
- Live at Analog Bar (2016)
- Live at Underhuset (2017)
- Live at Raahuset (2017)
- Live in Omuta (2017)
- Die Magnetische Adler (2017)

med Lumpy Space Princess
- The land of ooooo (2017)

med Clyde Hvad
- What the fucks (2013)
- Voina Music (2014)
- huojkd (2014)

## Priser
I 2020 modtog Hanne Boel æreslegatet fra Carl Prisen. I den forbindelse skulle hun give de 30.000 kroner, som følger med æresprisen, videre til en ung kunstner efter eget valg. Her valgte Boel at give præmien til Michael Rexen.